# Datonggarnisonen

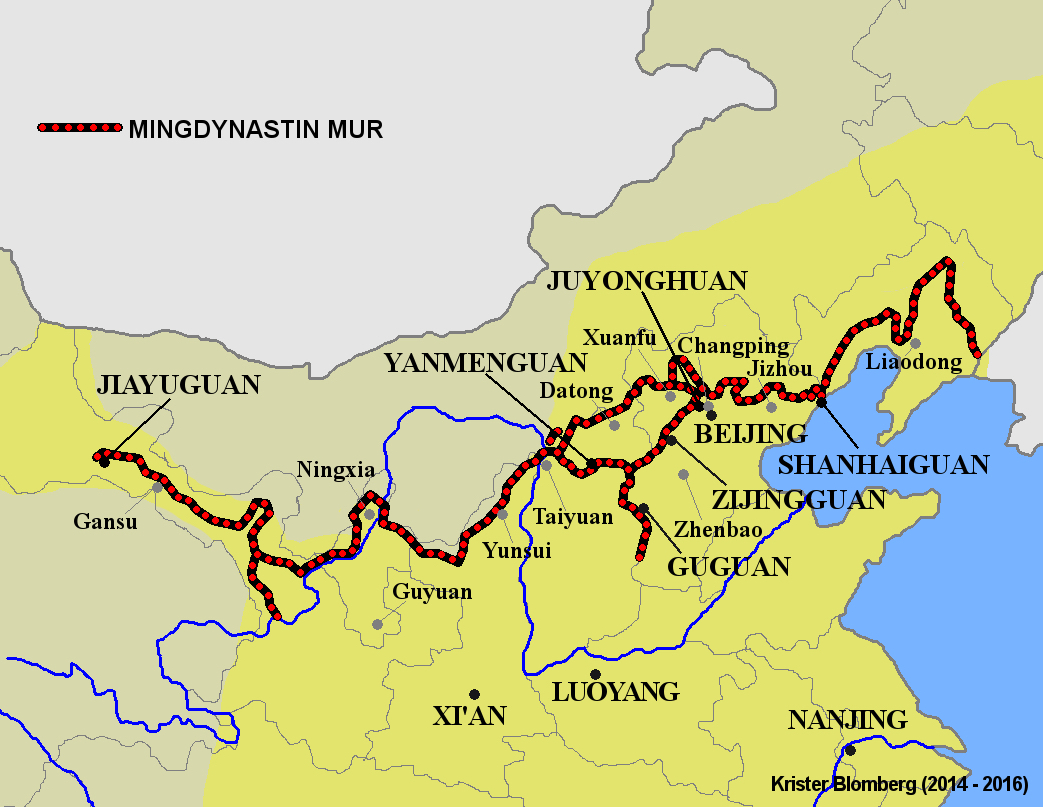
Kinesiska muren under Mingdynastin. De gråa punkterna markerar högkvarteren för militärgarnisonerna.

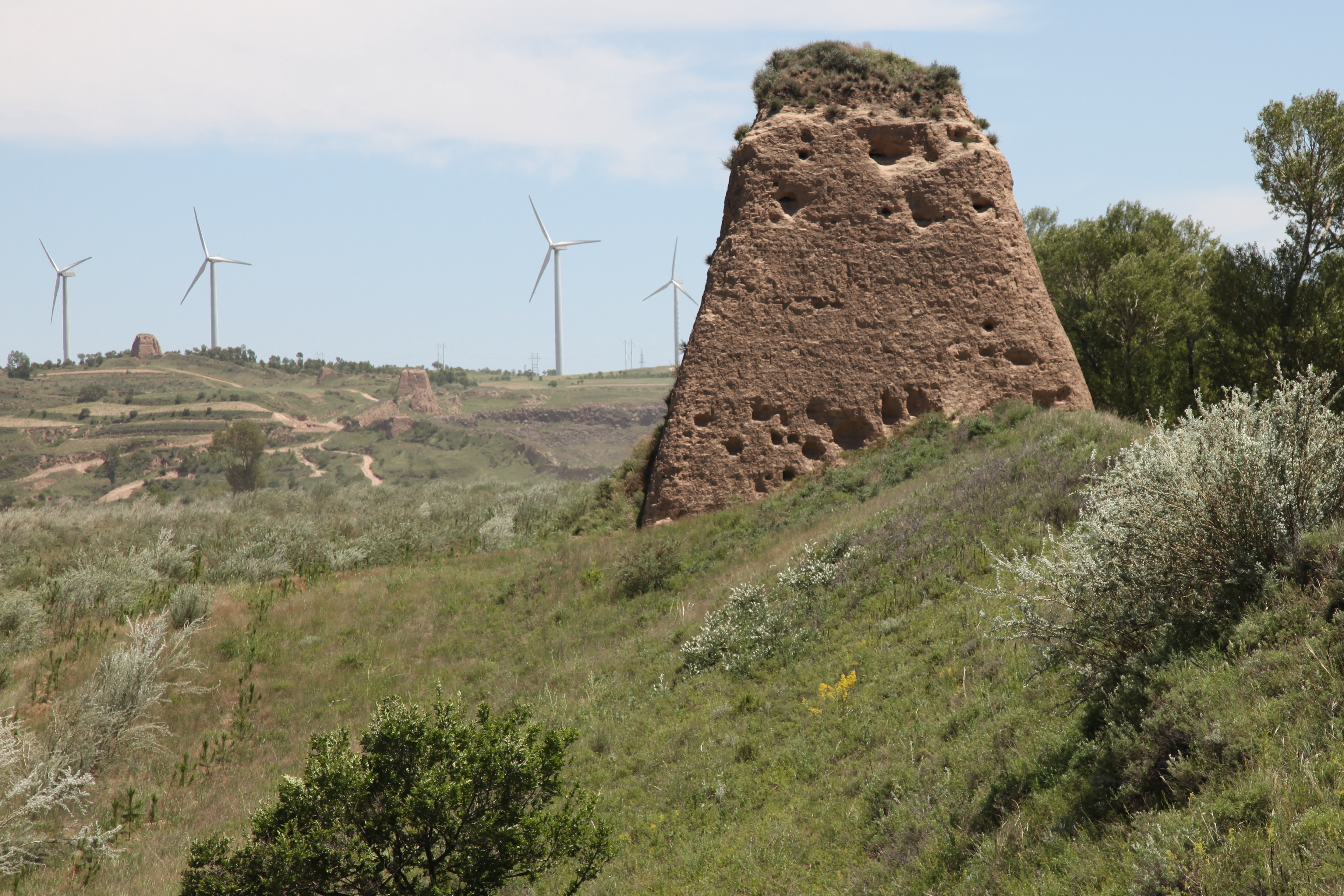
Ruiner efter kinesiska muren vid Shahukou som ingår i Datong garnisons ansvarsområde.

Datonggarnisonen (大同镇; Dàtóngzhèn) var en av den kinesiska Mingdynastins nio garnisoner för försvaret av den nordliga gränsen och kinesiska muren. 
Ansvarsområdet var försvaret av den yttre sträckningen av kinesiska muren från Piantoupasset vid Gula floden och nordost till Shahukou, vidare öster ut norr om Datong till Huai'an 40 km väster om Zhangjiakou i Hebei där den ansluter till muren som lyder under Xuanfu garnison. Muren som tillhörde Datonggarnisonen byggdes under mitten av 1500-talet efter upprepade anfall från mongolerna under ledning av Altan Khan. Totalt tillhörde 330 km av kinesiskan muren Datonggarnisonens ansvarsområde.
Datonggarnisonen lydde under överbefälhavaren Xuanda. och högkvarteret låg i dagens Datong i Shanxi.
Mot öster gränsade Datonggarnisonen mot Xuanfugarnisonen och i väster mot Yansuigarnisonen.